# Tunbridge (Vermont)
Tunbridge – miasto w Stanach Zjednoczonych, w stanie Vermont, w hrabstwie Orange.